# Đền thờ (Giáo hội Mặc Môn)

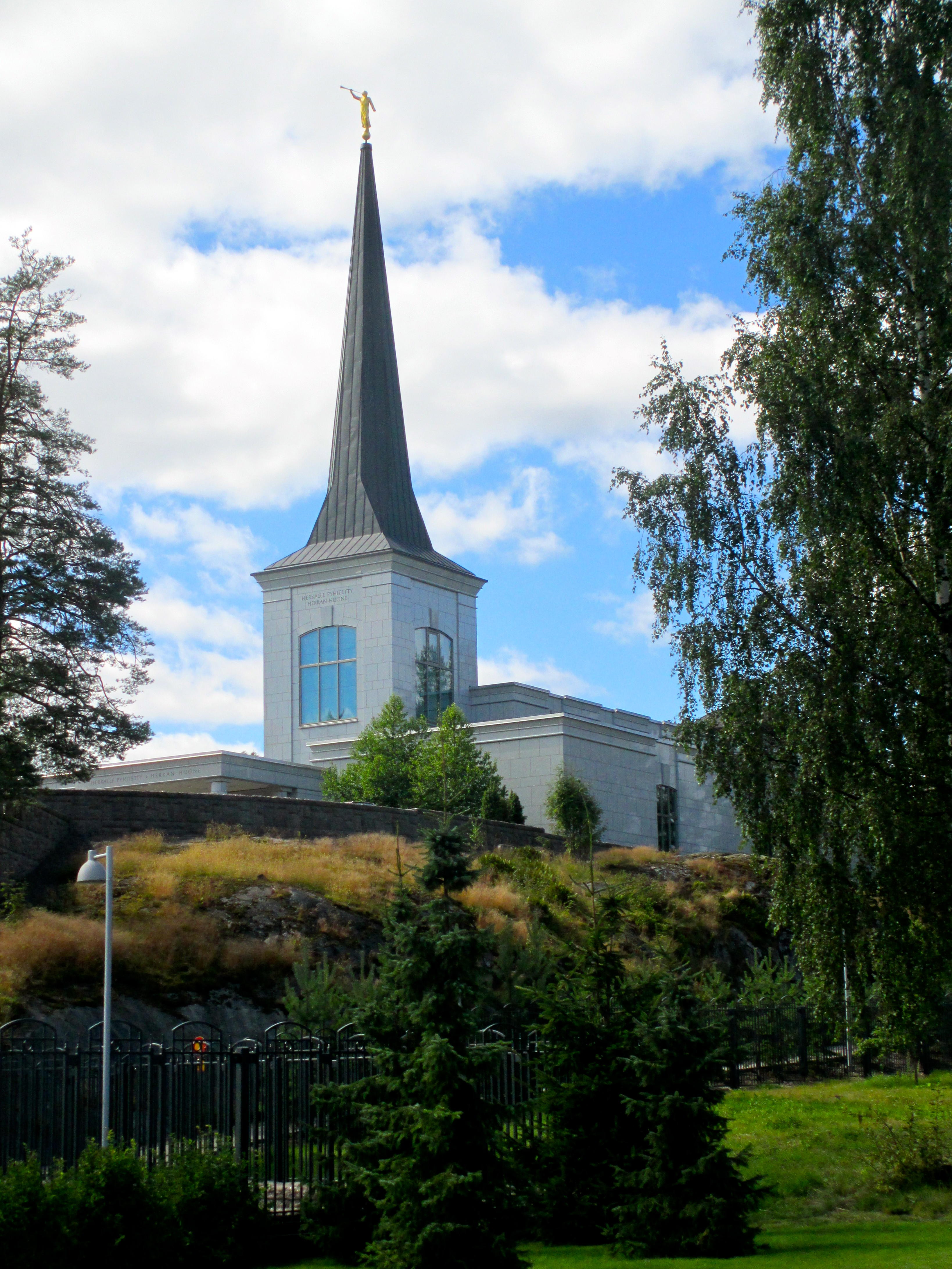
Đền thờ Helsinki tại quận Karakallio, thành phố Espoo, Phần Lan

Đền thờ trong Giáo hội các Thánh ngày sau của Chúa Kitô là một kiến trúc đã được cung hiến và trở nên "nhà của Chúa". Đền thờ là nơi mà các tín hữu của Giáo hội này tin là nơi thánh thiêng nhất trên mặt đất.
Sau khi hoàn tất các công đoạn xây dựng, các đền thờ mới sẽ mở cửa cho công chúng vào tham quan trong một khoảng thời gian ngắn (còn gọi là buổi mở cửa). Trong khoảng thời gian diễn ra "buổi mở cửa", giáo đoàn địa phương tổ chức nhiều chuyến thăm quan đền thờ dành cho mọi người, với sự hướng dẫn của các thừa sai và tín hữu của Giáo hội; bên cạnh đó, tất cả các phòng ốc bên trong đền thờ cũng đều được mở cửa cho khách thăm quan. Sau khi "buổi mở cửa" kết thúc, đền thờ được cung hiến và trở nên "nhà của Chúa", và chỉ những tín hữu nào được các lãnh đạo của giáo đoàn chứng nhận là "xứng đáng được vào đền thờ" mới được phép đi vào bên trong đền thờ.
Đối với Giáo hội các Thánh ngày sau của Chúa Kitô, đền thờ không phải là nhà thờ hay nhà hội – nơi mà các buổi thờ phượng được tổ chức cách công khai vào ngày Chủ nhật hằng tuần, nhưng là nơi thờ phượng chỉ mở cửa cho các tín hữu vào để cử hành một số giáo lễ nhất định của Giáo hội.